# Malpaisomys insularis
Malpaisomys insularis або лавова миша - вимерлий гризун, ендемік Канарських островів. Це єдиний відомий вид роду Malpaisomys.
Лавова миша відома з голоценових і плейстоценових відкладень зі східних островів Канарського архіпелагу (Фуертевентури, Лансароте і Грасіоси). 2000 років тому це був поширений вид, але після заселення островів людьми він почав вимирати. Останні представники цього виду вимерли приблизно 800 років тому, тобто ще до прибуття іспанців. Причиною вимирання. імовірно, слугували інтродуковані тварини, такі як собаки, а також витіснення виду інтродукованою хатньою мишею (Mus musculus).
Довжина тіла гризуна складала 10 см; 20 см з урахуванням хвоста. Важив звір 40 грамів. Особини з Фуертевентури були дещо більші за мишей з Лансароте. Вивчення особливостей скелету дозволяє припускати, що миша мешкала в тріщинах лавових полів, а дослідження зубів вказують на її травоїдність.